# هنري سمولدرز
هنري سمولدرز (بالهولندية: Henri Smulders)‏ هو ربان ‏ هولندي، ولد في 20 أغسطس 1863 في سيرتوخيمبوس في هولندا، وتوفي في 8 نوفمبر 1933 في باريس في فرنسا.

## وصلات خارجية
- هنري سمولدرز على موقع أوليمبيديا (الإنجليزية)